# Спасо-Преображенский собор (Одесса)
Одесский Спасо-Преображенский кафедральный собор — крупнейший православный храм Одессы; заложен (первоначальное здание) в 1794 году, освящён в 1808 году, разрушен в 1936 году. После воссоздания на прежнем месте в начале 2000-х годов освящён (по чину великого освящения) 21 июля 2010 года Патриархом Московским и всея Руси Кириллом. В ночь на 23 июля 2023 года, в ходе вторжения России на Украину, российские войска нанесли по Одессе ракетный удар, в ходе которого собор был повреждён.
Собор находится посреди Соборной площади Одессы. Рядом с ним располагаются фонтан-памятник в честь открытия городского водопровода и памятник новороссийскому и бессарабскому генерал-губернатору (1823—1844) князю М. С. Воронцову. Собор по мере своего архитектурного развития отражал уровень развития Одессы: будучи небольшим культовым сооружением в начале XIX века, он стал одним из крупнейших соборов Российской империи, а в начале XX века и одним из крупных храмов Украины.
Настоятель собора — митрополит Агафангел (Саввин).

## История

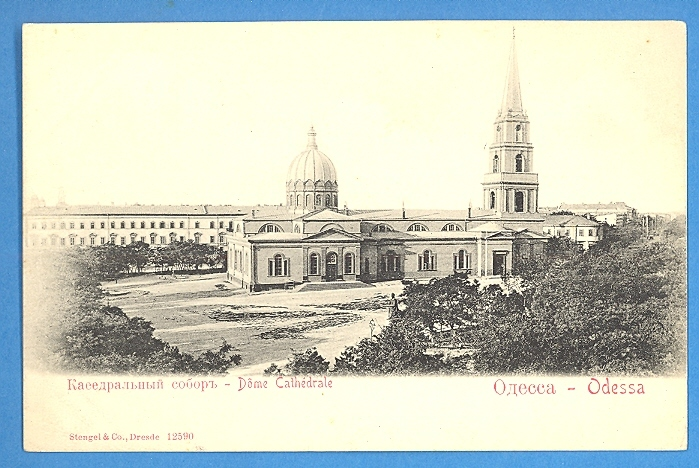
Почтовая открытка с видом собора в XIX веке

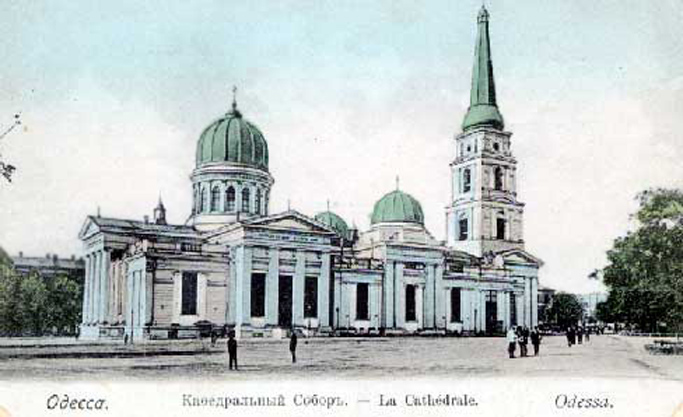
Почтовая открытка с фотографией собора в начале XX века

### Основание
В августе 1794 года состоялось торжественное освящение города Одессы, во время которого на Соборной площади было освящено место строительства церкви в честь Николая Чудотворца, а в 1795 году был заложен первый камень. Эта временная церковь и стала прародительницей будущего кафедрального собора.
По архивным документам и литературным источникам, строительство каменной соборной церкви в Одессе митрополит Екатеринославский Гавриил (Бэнулеску-Бодони) поручил архитектору, инженер-капитану В. Вонрезанту и 14 ноября 1795 года рядом с временным Николаевским храмом на одной из главных площадей в Одессе митрополит освятил закладку каменной церкви во имя того самого святителя.
Сооружение церкви по проекту инженера В. Вонрезанта планировалось закончить в 1797 году, но торжественное освящение церкви произошло только 25 мая 1808 года.
18 февраля 1800 года храм святого Николая был назван соборным. Значительные средства были отпущены императрицей Екатериной II на строительство общественных сооружений в Одессе, в том числе и соборного храма. На его сооружение выделили 24 135 руб.
Подрядчики обязались закончить все работы в августе 1797 года. В течение нескольких месяцев они работали и успели возвести сооружение лишь до цоколя. Но вскоре из-за смерти Екатерины II сооружение храма, как и другие строительные работы в Одессе, по приказу Павла I прекратилось.
27 января 1803 года градоначальником Одессы был назначен герцог де Ришельё, который подал в Петербург для утверждения и ассигнования соответствующих средств из шести предусмотренных церквей только планы двух — Николаевской и Екатерининской. Чертежи утвердили, из государственной казны выделили на сооружение собора в 1804 году 40 000 руб., а в 1805 году сумму увеличили до 100 000 руб.
Работы начались 8 апреля 1804 года. Именно тогда Ришельё издал приказ:

…приступить к постройке соборной церкви во имя Святителя и Чудотворца Николая, заложенной и основанной фундаментом в Одессе прошлого 1795 года в царствование императрицы Екатерины II, а ныне щедротами… внука Ея, … Императора Александра I, должна быть окончена строением…
Возведение собора было возобновлено и надзор за работами доверено архитектору Франческо Фраполли.
20 мая 1808 года завершили строительство нового каменного храма — главный массив собора. Однако внутреннее оборудование шло очень медленно, не хватало средств на создание нового иконостаса.

…выстроен прекрасной архитектуры собор… он аналогичен базиликам Европы. Однако нет при нём соответствующей колокольни. Внутри церкви пол выстлан из черною мрамора: в центре разноцветные изразцы дают ему вид мозаического паркета. Приступки между колонн, по коим входят в храм, будут намощены лавой. Она уж выписана и заготовлена. Что может быть в новом вкусе того роскошнее? Жаль, что иконостаса нет хорошего: он писан на ширмах, затянутых холстом, наподобие полковых церквей. Утвари в соборе богатой нет, видно, что заботились о наружной красоте здания для города более, нежели о внутреннем благополучии дома Господня.

### Строительство колокольни
В 1825 году был утверждён проект колокольни, разработанный Джованни Фраполли. Колокольня разместилась западнее церкви. Строительство колокольни было завершено в 1837 году.

### Реконструкции

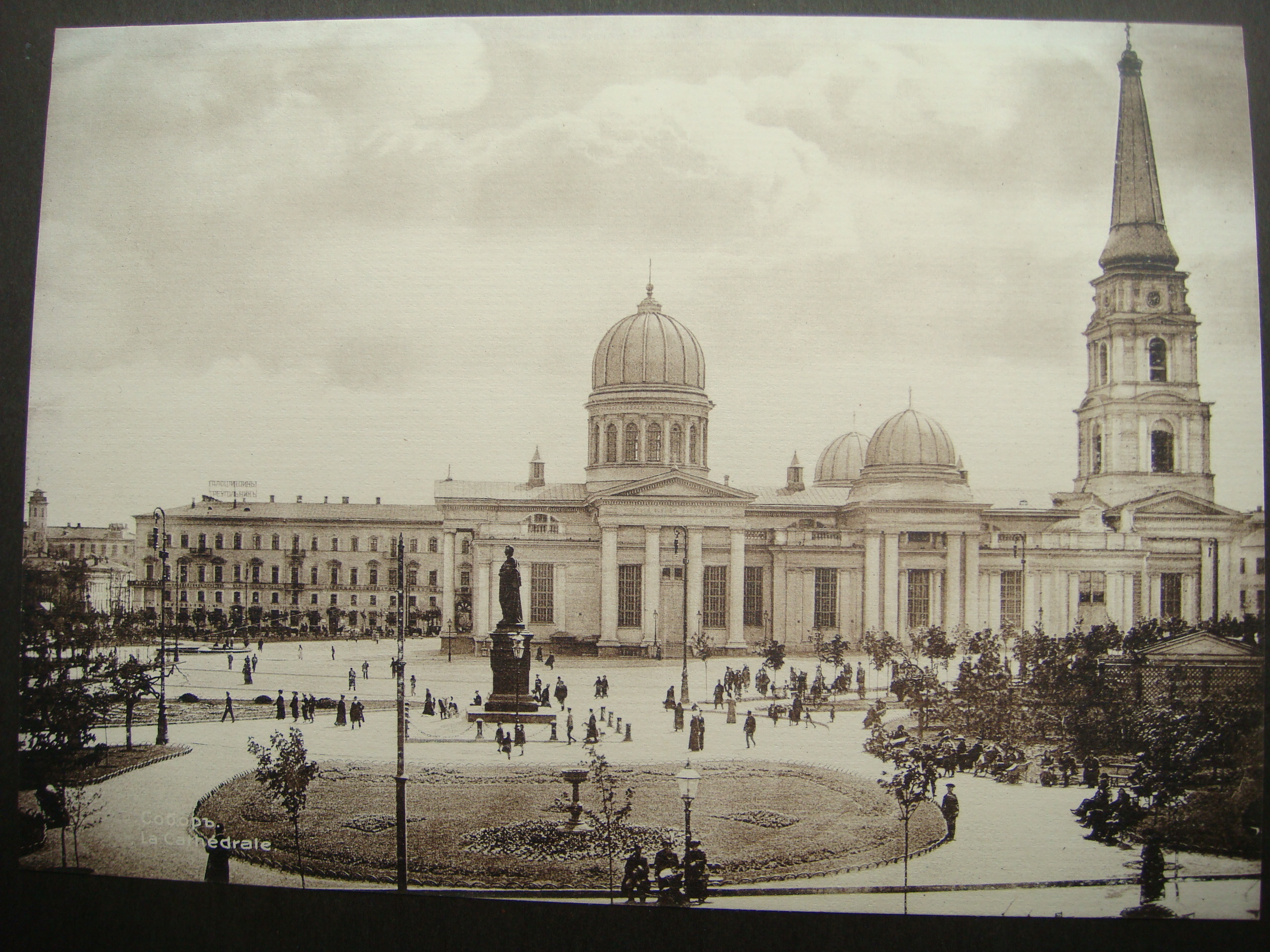
Вид на собор от дома Руссова в начале XX века

Учитывая то, что Одесса в 1837 году стала епархиальным центром Херсонской епархии, Спасо-Преображенский собор стал кафедральным. Возникла потребность в его расширении.
По заказу архиепископа Херсонского и Таврического Гавриила (Розанова) в 1841 году архитектор Деолаус-Генрих Гейденрейх разработал проект трапезной части, объединившей колокольню и старую церковь. Частичные реконструкции собора производились в период 1870—1880 годов, а в 1894 году был осуществлен капитальный ремонт собора.

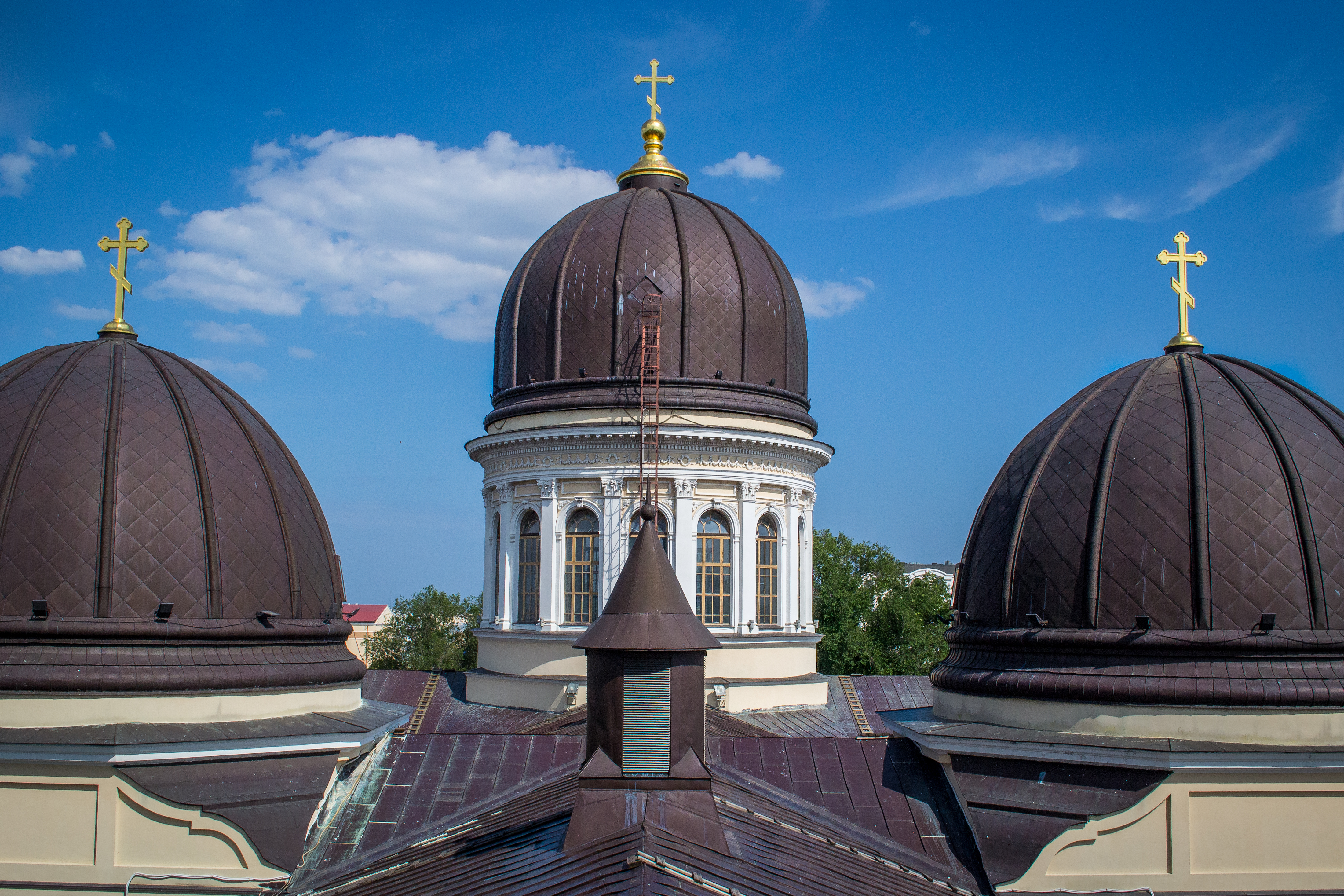
Купола

Архитектурные недостатки собора, возникшие при многократных достройках, были исправлены при последней реконструкции в 1900—1903 годах, на которую было потрачено 220 000 рублей из городской казны. Реконструкция предусматривала не только изменение фасадов, но и значительную перестройку интерьеров. В этот период были построены два боковые купола, а к восточному фасаду — портик. Была украшена и колокольня.
Внутренний вид храма был великолепен. Первое, что поражало при входе в храм — обилие света и простор. Колонны в интерьере в коринфском ордере были облицованы искусственным мрамором белого цвета. Пол выложен из плит белого мрамора. Новый иконостас — из серовато-белого полированного мрамора. Над престолом возвышалась куполообразная сень на самостоятельных колоннах.
После реконструкции 1903 года собор стал одним из крупнейших храмов Российской империи и вмещал до 9000 человек. Его размеры в плане составляли 90×45 метров, а высота колокольни — 72 метра.

### Разрушение
В марте 1932 года собор был закрыт, а в мае 1936 года разрушен по решению властей как не представляющий архитектурной ценности. Предварительно из собора были вывезены ценности в Одесский губфинотдел; дальнейшая судьба вывезенного имущества неизвестна. Известный одесский краевед-коллекционер оставил воспоминания о подготовке к взрыву собора:

…Уничтожить собор, как и храм Христа Спасителя в Москве было весьма трудно, ибо блоки, составлявшие стены собора, были скреплены раствором на яичном желтке и не поддавались расчленению. Чтобы взорвать огромное здание, было принято решение: взорвать колокольню с тем, чтобы она упала на собор и разрушила его. Расчёт удался.— Р. М. Ципоркис. Храмы и монастыри Одессы и Одесской области.
Сохранились воспоминания другого одессита о последних днях существования собора:

… по улице Толстого шла …(в направлении собора)… целая толпа — тихая и скромная … приближаясь к паперти, где уже было не протолкнуться, я сумел разглядеть что же там было. Колокол. Огромный, выше меня. Казалось, он слегка звенел от напряжённого стояния вокруг. От сбившейся толпы. Словно это было живое существо — поваленное и испускавшее дух… Я смотрел на колокол … который был слышен во всех уголках Одессы и даже у днестровского берега Беляевки. И который больше никогда не зазвонит… Впрочем, настоящие похороны собора были ещё впереди — через несколько дней он взлетел на воздух… сотрясая всю округу страшным грохотом. Взлетел так, что на улице Толстого вылетели оконные стёкла, хотя накануне их велели заклеить.— Гридин В. Взрыв на Соборной площади.
В день разрушения собора Соборная площадь была оцеплена войсками. Уничтожение храма привлекло большое количество горожан, которые были оттеснены на близлежащие улицы. На месте алтаря был установлен фонтан с большой мраморной вазой в виде цветка (после восстановления собора в 2005 году этот фонтан был перенесён на место первого городского фонтана на Соборной площади).
Перед взрывом покоившиеся в соборе останки четы Воронцовых были извлечены из саркофага рабочими в присутствии милиционеров. Гробы были разграблены: из гроба М. С. Воронцова были украдены сабля, ордена; из гроба Е. К. Воронцовой — украшения, которые были на покойнице. Шитое золотом одеяние покойников также было украдено. В результате остались только скелеты, которые были перевезены на кладбище, расположенное в бедном районе Одессы — Красной Слободке. Там они были выброшены просто у кладбищенского забора. Только благодаря стараниями простых одесситов останки были подобающе захоронены на территории кладбища.
В те же дни попытались снести и памятник М. В. Воронцову, установленный на Соборной площади. К монументу подогнали трактор, вокруг постамента завели трос и попытались опрокинуть памятник. Трактор оказался слишком слабым для мощного пьедестала, и затею оставили. Благодаря этому памятник сохранился.

### Воссоздание
Воссоздание собора началось в 1999 году, осуществлялось благотворительной организацией — Черноморским Православным Фондом исключительно на пожертвования физических и юридических лиц, жителей города Одессы, а также иностранных лиц, посещавших город. Затраты на строительство, включая проектные работы, составили 32 млн грн, бюджетные средства не использовались.
Хроника восстановления:

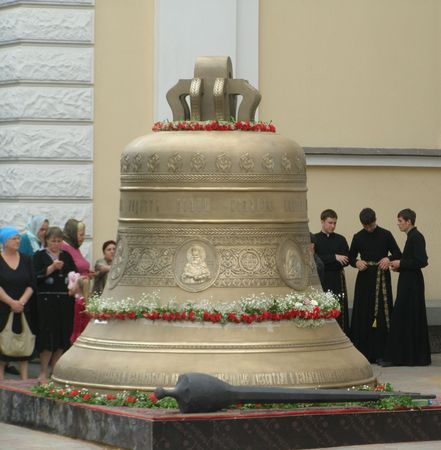
Колокол Спасо-Преображенского собора

- В 1996—1999 годах были проведены раскопки и обнажён старый фундамент Собора.
- 5 сентября 1999 года — проведено торжественное освящение начала строительства и была произведена закладка в основание Собора капсулы с посланием будущим поколениям Одессы и мощами Георгия Победоносца.
- 29 ноября 1999 года — распоряжением городского головы объявлен конкурс на выполнение строительных и реставрационных работ первой очереди Храма на Соборной площади.
- 29 декабря 1999 года по итогам конкурса генеральным подрядчиком было определено АО «Стикон».
- 1 февраля 2000 года — начало строительства нулевого цикла.
- 29 апреля 2000 года освящение и закладка первого камня в основание колокольни. Строительство первой очереди собора — колокольни было осуществлено менее чем за год.
- 6 января 2001 года произошло торжественное открытие колокольни и освящение часовни в её первом ярусе.
- 19 января 2002 года совершена закладка первого камня в стену верхнего храма собора.
- 6 января 2002 года совершена первая служба в нижнем храме собора — торжественный молебен.
- 6 января 2003 года — первая служба в верхнем храме собора — благодарственный молебен в честь завершения общестроительных работ по воссозданию храма.
- В 2005—2006 годах полностью завершены работы по нижнему храму и Андреевскому залу.
- Решением исполнительного комитета Одесского городского совета от 18.03.2005 г. № 134 собор принят в эксплуатацию.
- 10 ноября 2005 году городские власти приняли решение о возвращении праха четы Воронцовых в восстановленный собор: они перезахоронены в нижнем Храме под тем местом верхнего Храма, где останки Воронцовых покоились на протяжении 80 лет.
- 10 июня 2008 года состоялось воздвижение 14-тонного колокола на колокольню собора[8], а 3 сентября 2008 года он впервые зазвучал[9].
- 21 июля 2010 года храм был передан в собственность Одесской епархии во время великого освящения собора Патриархом Кириллом[1][3].
- 3 июля 2011 года был освящён престол правого придела собора — в честь митрополита Петра, святителя Московского[10].

### Дальнейшая история
Ночью 23 июля 2023 года собору были нанесены серьёзные повреждения вследствие ракетного удара российских войск. Ракета попала в придел в честь святителя Петра (где находилась Касперовская икона) и пробила перекрытия до минус первого этажа. Частично разрушена крыша собора, повреждены фундамент и центральные сваи, разрушен алтарь, покосилась ротонда, выбиты двери и окна, обрушена лепнина. Возник пожар. Минобороны РФ заявило, что обстреливали другие объекты в Одессе, а причиной попадания в собор стала работа украинского ПВО.

## Святыни и некрополь храма
Чтимой святыней собора была чудотворная Касперовская икона Божией Матери, которая доставлялась ежегодно в Одессу из села Касперовка 25 сентября и оставалась в Преображенском соборе до праздника Пасхи (ныне[когда?] находится в Успенском соборе Одессы). После повреждения собора в 2023 году икона была извлечена из-под его завалов. Бронестекло разбилось, в окладе появились трещины, но сама она уцелела.
В соборе были захоронены архиепископы Иннокентий (Борисов) (1857), Иоанникий (Горский) (1877), Димитрий (Муретов) (1883), Никанор (Бровкович) (1890). Мощи святителя Иннокентия с июня 2007 года покоятся в нижнем храме, освященном в честь него; останки прочих одесских святителей ныне покоятся в некрополе одесского Успенского монастыря.
В соборе также находилась могила светлейшего князя М. С. Воронцова и его супруги. По разрушении собора прах князя Воронцова и его супруги был перенесён на Слободское кладбище Одессы, а в ноябре 2005 года возвращён в восстановленный собор, в нижний храм.